# Gonomyia extensivena
Gonomyia extensivena là một loài ruồi trong họ Limoniidae. Chúng phân bố ở miền Tân bắc.